# Johannes Vogel (Botaniker)

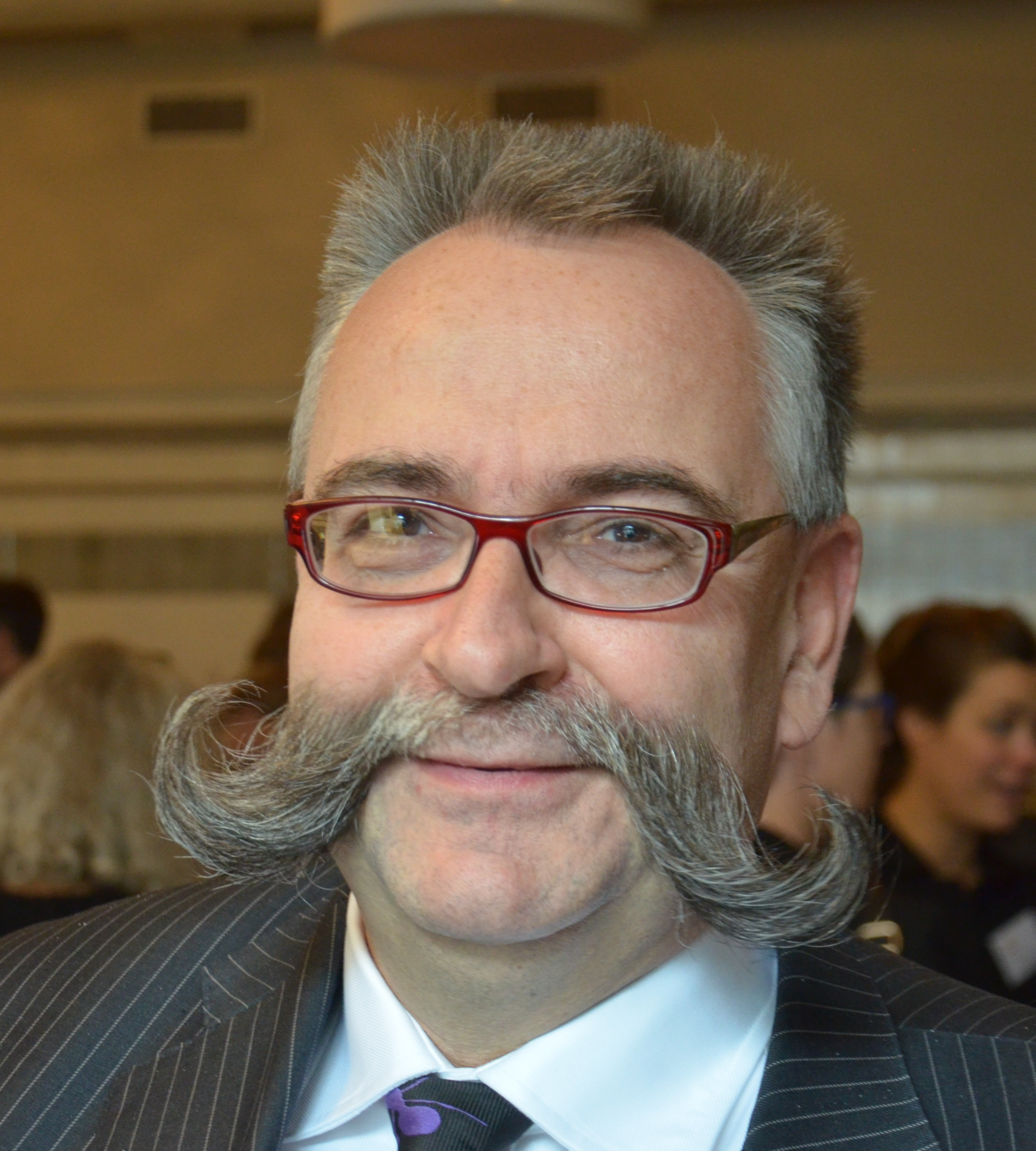
Johannes Vogel (2015)

Johannes Christian Vogel (* 15. Mai 1963) ist ein deutscher Botaniker und Generaldirektor des Museums für Naturkunde Berlin. Sein botanisches Kürzel ist „J.C.Vogel“.

## Leben
Nach dem Abitur am Ratsgymnasium Bielefeld im Jahr 1982 war er bis 1984 Soldat auf Zeit in der Bundeswehr. Vogel studierte an der Universität Bielefeld Biologie und Jura. Als Student arbeitete er bei Bertelsmann in der Nachtschicht. Nach der Promotion (1992–1995, Universität Cambridge in Genetik) arbeitete er ab 1995 am Natural History Museum in London, wo er von 2004 bis 2012 Chefkurator der botanischen Abteilung war. Sein Forschungsgebiet waren die Farne. Seit Februar 2012 ist Vogel Generaldirektor des Museums für Naturkunde Berlin. Zusätzlich hat er eine Professur für Biodiversität und Wissenschaftsdialog an der Humboldt-Universität zu Berlin inne.
Seine Frau Sarah Darwin ist eine Ur-Ur-Enkelin von Charles Darwin. Gemeinsam haben sie zwei Söhne.
Vogel wurde 2010 zum Fellow der American Association for the Advancement of Science gewählt. Seit dem gleichen Jahr ist er Mitglied der Linné-Gesellschaft und seit 2012 Mitglied und stellvertretender Vorsitzender des Bioökonomierats der Bundesregierung. Seit 2014 ist er Vorsitzender der European Citizen Science Association (ECSA). Von 2016 bis 2018 war er Vorsitzender der European Open Science Policy Platform (OSPP), einem Gremium der Generaldirektion Forschung und Innovation der Europäischen Kommission. Seit 2012 ist er gewähltes Mitglied der Leibniz-Sozietät der Wissenschaften zu Berlin.

## Ehrungen
- Für sein Dissertationsthema Multiple Origins of polyploids in European Asplenium (Pteridophyta) erhielt er 1996 den Strasburger-Preis der Deutschen Botanischen Gesellschaft.[7]
- Im Jahr 2010 wurde durch den Biologen Charles Oliver Coleman der Tiefseekrebs Bruzelia vogeli nach Vogel benannt.[8][9]
- 2021: Bundesverdienstkreuz am Bande
- 2023: Verdienstorden des Landes Berlin[10]

## Schriften (Auswahl)
- E. Turnhout, B. Bloomfield, M. Hulme, J. Vogel, B. Wynne: Conservation policy: Listen to the voices of experience. In: Nature. Band 488, Nr. 7412, 2012, S. 454–455.
- Q. D. Wheeler, S. Knapp, D. W. Stevenson, J. Stevenson, S. D. Blum, B. M. Boom, G. G. Borisy, J. L. Buizer, M. R. De Carvalho, A. Cibrian, M. J. Donoghue, V. Doyle, E. M. Gerson, C. H. Graham, P. Graves, S. J. Graves, R. P. Guralnick, A. L. Hamilton, J. Hanken, W. Law, D. L. Lipscomb, T. E. Lovejoy, H. Miller, J. S. Miller, S. Naeem, M. J. Novacek, L. M. Page, N. I. Platnick, H. Porter-Morgan, P. H. Raven, M. A. Solis, A. G. Valdecasas, S. Van Der Leeuw, A. Vasco, N. Vermeulen, J. Vogel, R. L. Walls, E. O. Wilson, J. B. Woolley: Mapping the biosphere: exploring species to understand the origin, organization and sustainability of biodiversity. In: Systematics and Biodiversity. Band 10, Nr. 1, 2012, S. 1–20.
- A. Hermannstädter, J. C. Vogel: Das Museum für Naturkunde in Berlin. Ein integriertes Forschungsmuseum als Forum für Wissenschaft und Öffentlichkeit. In: U. Bleyer, D. B. Herrmann, O. Lührs (Hrsg.): 125 Jahre Urania Berlin. Urania Verlag, Berlin, 2013, S. 133–154.
- H. Schneider, A. Navarro-Gomez, S. Russell, N. Pedersen, S. W. Ansell, M. Grundmann, J. C. Vogel: Exploring the utility of three nuclear regions to reconstruct reticulate evolution in the fern genus Asplenium. In: Plant Systematics and Evolution. Band 51, 2013, S. 142–153. doi:10.1111/j.1759-6831.2012.00226.x
- K. Vohland, M. Knapp, E. Patzschke, M. Premke-Kraus, M. Zschiesche, R. Zimmer, J. Freitag, L. Herlitzius, G. Kaufmann, J. Vogel: Bürgerbeteiligung und internationale Verhandlungen – die WorldWideViews on Biodiversity in Deutschland. In: Naturschutz und Landschaftsplanung. Band 45, 2013, S. 148–154.
- N. Bystriakova, S. W. Ansell, S. J. Russell, M. Grundmann, J. C. Vogel, H. Schneider: Present, past and future of the European rock fern Asplenium fontanum: combining distribution modelling and population genetics to study the effect of climate change on geographic range and genetic diversity. In: Annals of Botany. Band 113, 2014, S. 453–465. doi:10.1093/aob/mct274.
- R. Amann, G. Braus, B. Gemeinholzer, C. Häuser, R. Jahn, V. Lohrmann, C. Lüter, A. Meyer, B. Misof, M. J. Raupach, S. S. Renner, C. Roos, R. Rossello-Mora, K.-H. Schleifer, H. Steinicke, S. Suerbaum, M. Vences, J. Vogel, W. Wägele: Herausforderungen und Chancen der integrativen Taxonomie für Forschung und Gesellschaft – Taxonomische Forschung im Zeitalter der OMICS-Technologien. Deutsche Akademie der Naturforscher Leopoldina e.V. Nationale Akademie der Wissenschaften, Halle/Saale 2014, ISBN 978-3-8047-3281-0.